# Batrachorhina vadoniana
Batrachorhina vadoniana är en skalbaggsart som beskrevs av Stefan von Breuning 1965. Batrachorhina vadoniana ingår i släktet Batrachorhina och familjen långhorningar.
Artens utbredningsområde är Madagaskar. Inga underarter finns listade.